# René Ortube
René Marcelo Ortubé Betancourt, né le 26 décembre 1964 à La Paz, est un ancien arbitre bolivien de football. Il est considéré comme le meilleur arbitre bolivien. Maintenant, il est le directeur des instituts sportifs à La Paz. Il fut arbitre FIFA entre 1992 et 2009.

## Carrière
Il a officié dans des compétitions majeures :
- Copa América 1991 (2 matchs)
- Coupe des confédérations 1997 (2 matchs)
- Copa América 1997 (1 match)
- Coupe du monde de football de 2002 (1 match)
- Copa América 2004 (2 matchs)
- Copa América 2007 (1 match)